# کانال ریشه
کانالِ ریشهٔ دندان فضایی آناتومیک داخل ریشه دندان است که شامل مغز دندان، کانال‌های اصلی و کانال‌های فرعی‌ای است که ممکن است کانال‌های ریشه را به هم یا به سطح دندان متصل کنند.

## ساختار
در مرکز هر دندان حفره‌ای به نام مغز دندان وجود دارد که متشکل از بافت‌های نرم مانند اعصاب، رگ‌های خونی و بافت‌های همبند است. مغز دندان توسط پوششی از مینا و عاج پوشیده می‌شود. رگ‌های خونی مواد غذایی مورد نیاز مغز دندان را تأمین می‌کنند و اعصاب حسی پیام‌های عصبی را به مغز می‌برند. در درمان کانال ریشه با وارد کردن آسیبی برگشت‌ناپذیر به مغز دندان، درد از بین می‌رود.
آناتومی کانال ریشه از اتاق مغز دندان و کانال‌های ریشه تشکیل می‌شود. انشعابات کوچکتر که کانال‌های فرعی ریشه نامیده می‌شوند بیشتر در قسمت انتهایی ریشه دیده می‌شوند اما ممکن است در هر قسمتی از ریشه وجود داشته باشند. تعداد کانال‌های ریشه در هر دندان بستگی به تعداد ریشه‌های آن دندان دارد. تعداد کانال‌های ریشه وابسته به نوع دندان، از یک تا چهار عدد متغیر است، در بعضی موارد می‌تواند پنج عدد یا بیشتر نیز باشد مثلاً دندان نیش تک‌کاناله است ولی دندان آسیا سه یا چهار کانال دارد. گاهی بیش از یک کانال برای هر ریشه وجود دارد. شکل غیرعادی کانال ریشه، کانال‌های فرعی ریشه (مخصوصا انشعابات افقی) و جود چند کانال برای یک ریشه از مهم‌ترین عوال ناموفق بودن عمل درمان کانال ریشه اند. (برای مثال اگر دندانپزشک متوجه یک کانال ثانوی نشود و آن را تمیز و مهروموم نکند، کانال عفونی باقی می‌ماند)

### محتویات

درمان کانال ریشه

فضای داخلی کانال ریشه یا مغز دندان با عروق، اعصاب و بافت همبند سست پُر شده‌است. مغز دندان به تشکیل دندان‌های دائمی کمک می‌کند. مغز دندان همچنین دندان را تغذیه کرده و انعطاف‌پذیری و رطوبت ساختار دندان را تأمین می‌کند و آن را در برابر شکستگی مقاوم تر می‌کند. مغز دندان همچنین اعصاب مربوط به دما را نیز دارا است.

### اختلالات

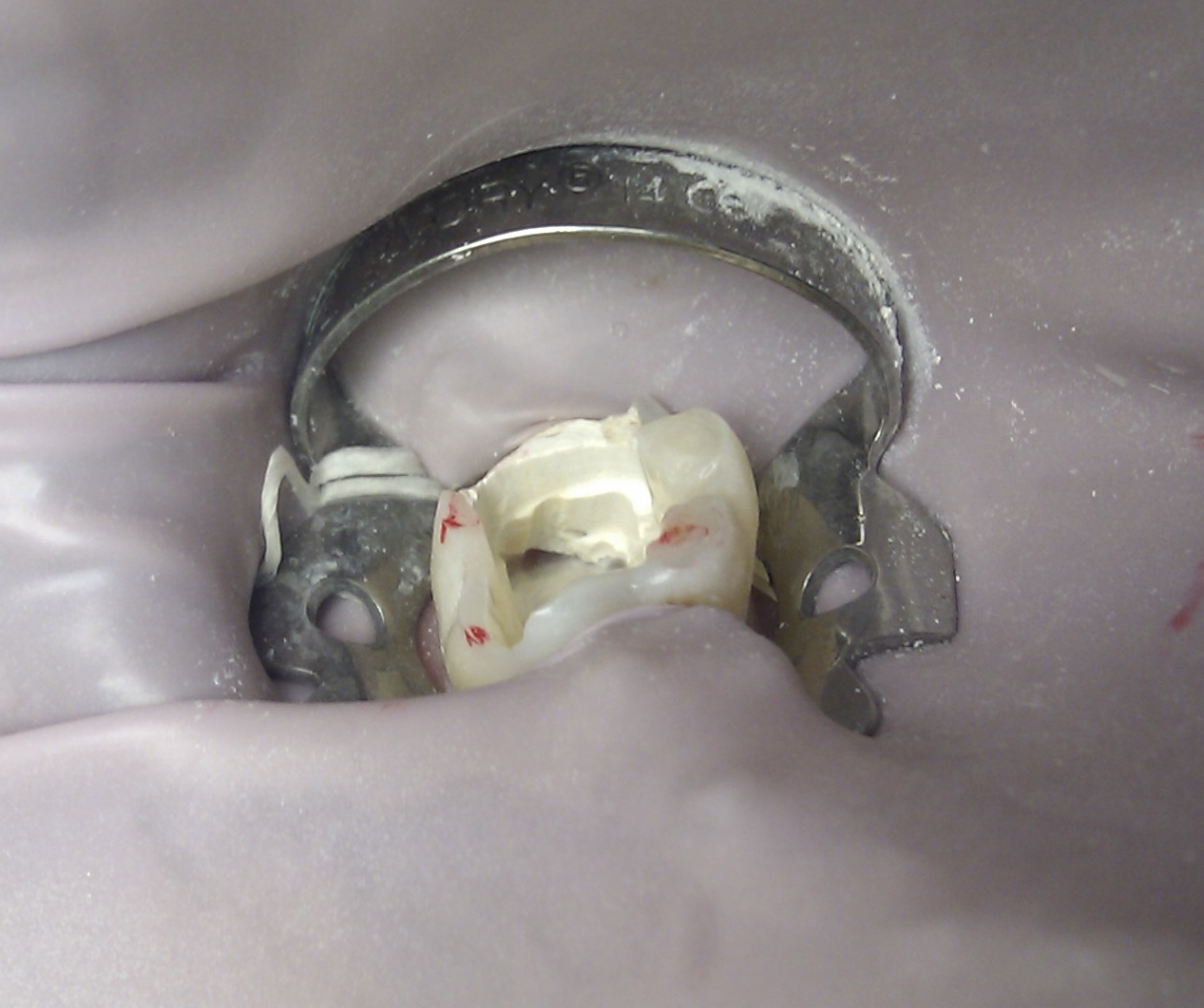
در این تصویر مغز دندان برداشته شده و دندان برای پُر کردن آماده است

تقریباً ۵۰ تا ۷۰٪ کانال‌های دندان به صورت بیضی شکل اند. کانال‌های اشک مانند نیز در مواردی که یک ریشه دو کانال دارد متداول هستند که تشخیص آنها در روش‌های قدیمی رادیوگرافی سخت است. پژوهش‌های اخیر نشان داده که با استفاده از روش مقطع‌نگاری رایانه‌ای با اشعه مخروطی می‌توان کانال‌های فرعی ریشه را در ۲۳٪ موارد تشخیص داد اما استفاده از این روش می‌تواند باعث بیماری پیوره در فرد شود. دندان‌های آسیای بزرگ فک بالا بیشتر ممکن است کانال‌های فرعی پنهان داشته باشند.

## درمان کانال ریشه
درمان کانال ریشه یا عصب‌کشی نام یک عمل جراحی است که در آن محتویات مغز دندان برداشته می‌شود و پس از ضدعفونی کردن، فضای خالی پُر می‌شود.